# Alexanderlied

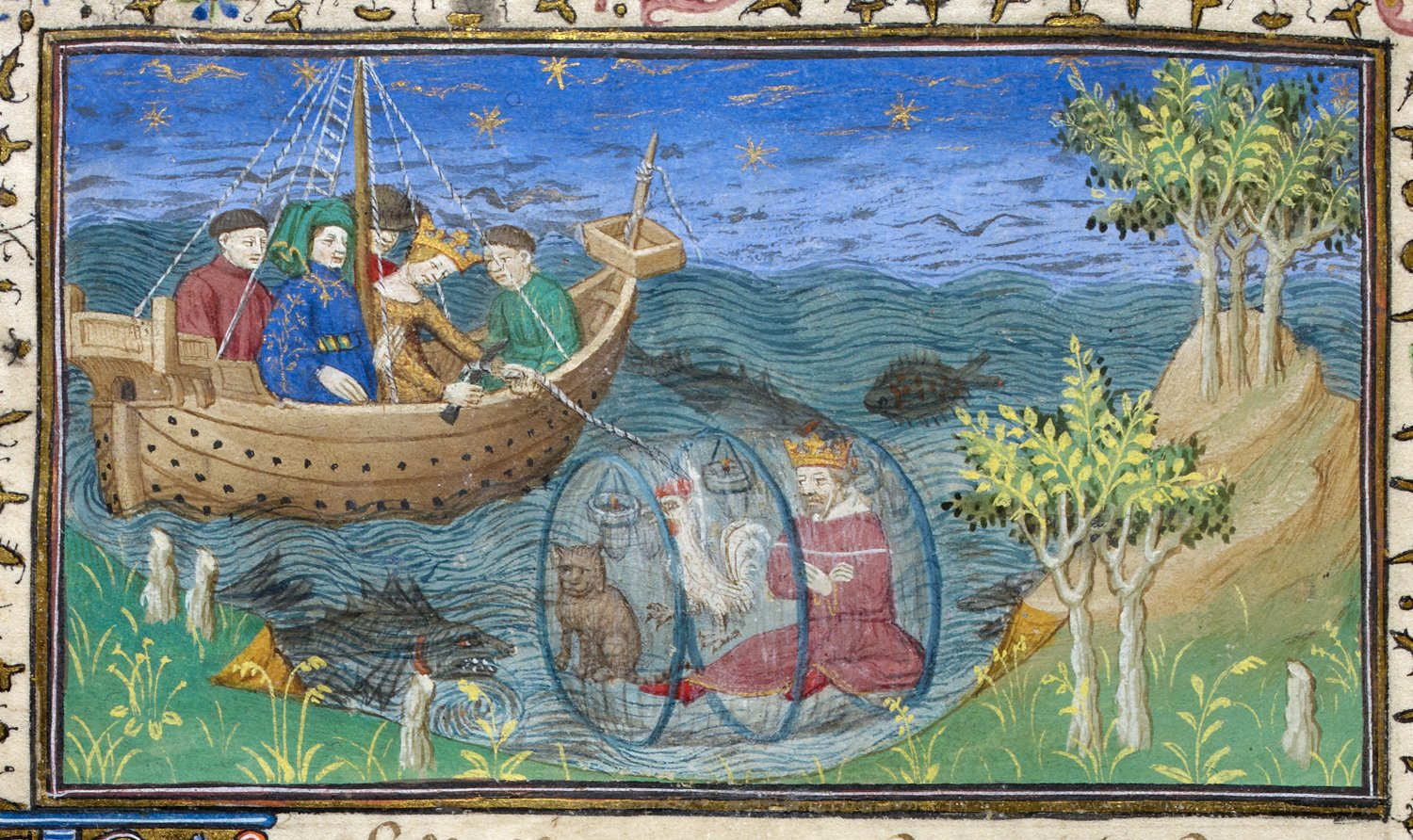
Alexander geht mittels einer Glasglocke auf Tauchstation, Miniatur um 1420

Das Alexanderlied des Pfaffen Lamprecht entstand gegen 1150 und steht somit am Beginn der frühhöfischen Epik im deutschen Sprachraum. Es stellt die erste schriftlich erhaltene Großerzählung der deutschen Sprache über einen nichtbiblischen, weltlichen Stoff dar.

## Entstehung
Als Vorlage (Hypotext) Lamprechts gilt der in frankoprovenzalischem Dialekt verfasste Roman d’Alexandre eines sonst nicht näher bekannten Albéric de Pisançon, von dem nur ein 105 Verse zählendes Fragment erhalten ist. Lamprecht hält sich eng am Roman d’Alexandre, so entsprechen den 105 heute noch erhaltenen Versen des Originals 180 in der Übersetzung Lamprechts. Über die wohl fürstlichen Auftraggeber Lamprechts ist nichts bekannt.
Lamprechts Epos über das Leben Alexanders des Großen ist die erste Verarbeitung eines antiken Stoffs in einem erzählenden Text deutscher Sprache. Es sind verschiedene Bearbeitungen bekannt:
- Der Vorauer Alexander (Fassung der Vorauer Sammelhandschrift) ist um oder kurz nach 1150 entstanden. In 1532 Versen beschreibt das Lied, vermutlich wie Albéric, nur Alexanders Jugend.
- Der Straßburger Alexander ist die spätere Überarbeitung durch einen unbekannten Autor; sie entstand um 1170. Diese Fassung behandelt in 7302 Versen das ganze Leben Alexanders. Hier lassen sich auch übernommene Passagen aus dem lateinischen Text des Archipresbyters Leo nachweisen, so u. a. die Berg-Episode (ab Vers 4963, im Alexanderroman Leos L113)[2].
- Der Basler Alexander ist die dritte Bearbeitung eines unbekannten Autors. Die Handschrift, in der sie heute noch enthalten ist, entstand nach 1400 und vor 1439, wobei diese auf eine ältere Vorlage zurückgeht, die in der zweiten Hälfte der 1270er Jahre entstand.

Eine Urfassung des Pfaffen Lamprecht ist nicht erhalten.
Die Taten Alexanders des Großen waren in den folgenden Jahrhunderten ein sehr beliebter Stoff an mittelalterlichen Fürstenhöfen. Der Grund dafür lag in der großen Vielfalt der Interpretationsmöglichkeiten. Dem Stoff konnte sowohl eine heilsgeschichtliche wie eine herrschaftsideelle Dimension zugesprochen werden.

## Textbeispiele
| Straßburger Alexander V. 49-52: Er was von Kriechen geborn und wart dâ ze kuninge irkorn und was der allirhêriste man, den Kriechen ze kuninge ie gwan. | Vorauer Alexander V. 47-50: Der von Chrîchen was geborn unde wart dâ ze einem kunige irchorn unde was der aller êrste man, den î Chrîhlant ze chunege gewan. |

## Rudolf von Ems über das Alexanderlied
Das Alexanderlied des Pfaffen Lamprecht wird auch vom mittelalterlichen Epiker Rudolf von Ems in seinem Alexanderroman angesprochen:
V. 15783-15786:
Ez hât ouch nâch den alten sitn

stumpflîche, niht wol besnitn

ein Lampreht getihtet,

von welsch in tiutsch berihtet